# Генкок (округ, Огайо)
41°00′ пн. ш. 83°40′ зх. д. / 41° пн. ш. 83.67° зх. д.
Округ Генкок (англ. Hancock County) — округ (графство) у штаті Огайо, США. Ідентифікатор округу 39063.

## Історія
Округ утворений 1820 року.

## Демографія
За даними перепису
2000 року
загальне населення округу становило 71295 осіб, зокрема міського населення було 48466, а сільського — 22829.
Серед мешканців округу чоловіків було 34605, а жінок — 36690. В окрузі було 27898 домогосподарств, 19127 родин, які мешкали в 29785 будинках.
Середній розмір родини становив 3,01.
Віковий розподіл населення поданий у таблиці:
| Стать    | До 15 років | 15-21 | 22-29 | 30-39 | 40-49 | 50-65 | 65-85 | Понад 85 |
| -------- | ----------- | ----- | ----- | ----- | ----- | ----- | ----- | -------- |
| Чоловіки | 7742        | 3641  | 3582  | 5099  | 5411  | 5390  | 3417  | 323      |
| Жінки    | 7443        | 3820  | 3630  | 5070  | 5494  | 5550  | 4732  | 951      |

## Суміжні округи
- Вуд — північ
- Сенека — північний схід
- Ваяндот — південний схід
- Гардін — південь
- Аллен — південний захід
- Патнем — захід
- Генрі — північний захід

## Виноски
1. ↑  Ohio County Profiles: Hancock County. Ohio Department of Development. Архів оригіналу (PDF) за 13 липня 2013. Процитовано 28 квітня 2007.
2. ↑  U.S. Decennial Census. United States Census Bureau. Архів оригіналу за 12 травня 2015. Процитовано 8 лютого 2015.
3. ↑  Historical Census Browser. University of Virginia Library. Архів оригіналу за 11 серпня 2012. Процитовано 8 лютого 2015.
4. ↑  Forstall, Richard L., ред. (27 березня 1995). Population of Counties by Decennial Census: 1900 to 1990. United States Census Bureau. Архів оригіналу за 14 лютого 2015. Процитовано 8 лютого 2015.
5. ↑  Census 2000 PHC-T-4. Ranking Tables for Counties: 1990 and 2000 (PDF). United States Census Bureau. 2 квітня 2001. Архів оригіналу (PDF) за 18 грудня 2014. Процитовано 8 лютого 2015.
6. ↑  State & County QuickFacts. United States Census Bureau. Архів оригіналу за 6 червня 2011. Процитовано 8 лютого 2015.(англ.) Наведено за англійською вікіпедією.
7. ↑  American FactFinder. Бюро перепису населення США. Архів оригіналу за 21 травня 2008. Процитовано 31 січня 2008.

| США | Це незавершена стаття з географії США. Ви можете допомогти проєкту, виправивши або дописавши її. |